# Scalmicauda rectilinea
Scalmicauda rectilinea är en fjärilsart som beskrevs av M.Gaede 1928. Scalmicauda rectilinea ingår i släktet Scalmicauda och familjen tandspinnare. Inga underarter finns listade.